# Bressler-Enhaut-Oberlin, Pennsylvania
Bressler-Enhaut-Oberlin, Pennsylvania (енгл. Bressler-Enhaut-Oberlin) град је у америчкој савезној држави Пенсилванија.

## Демографија
По попису из 2000. године број становника је 2.809.
| Група             | 2000.         | 2010.    |
| Белци             | 2.174 (77,4%) | 0 (0,0%) |
| Афроамериканци    | 375 (13,3%)   | 0 (0,0%) |
| Азијати           | 7 (0,2%)      | 0 (0,0%) |
| Хиспаноамериканци | 209 (7,4%)    | 0 (0,0%) |
| Укупно            | 2.809         | 0        |